# 이슬람 혁명 수비대
이슬람 혁명 수비대(페르시아어: سپاه پاسداران انقلاب اسلامی, 영어: Islamic Revolutionary Guard Corps, IRGC, Sepah, Pasdaran, 문화어: 이란 이슬람교 혁명 근위대)는 보통 혁명 수비대라고 불리는 이란군의 한 부대이며, 이란 혁명 이후인 1979년 5월 5일에 창설됐다. 때때로 이전 명칭인 이란 혁명수비대라고 지칭한다.
이란 헌법에 따르면 정규군(artesh)은 이란의 국경과 국내 질서를 유지하는 반면 혁명 수비대는 이란의 이슬람 체계를 수호한다. 혁명 수비대가 말하는 이슬람 체계를 지키는 것은 외국 세력의 간섭과 더불어 군사적 또는 "탈선 행동"에 의한 쿠데타를 방지하는 일을 의미한다.

## 같이 보기
- 국가 역량 종합 지수